# Büzeyir
Büzeyir è un comune dell'Azerbaigian situato nel distretto di Lerik. Conta una popolazione di 420 abitanti.